# Їн Чан
Їн Чан (*应玚, між 185 та 190 —217) — китайський поет часів падіння династії Хань, один із «Семи мужів».

## Життєпис
Походив з родини вчених. Рано втратив батька. Його виховував дядько Їн Шао. Здобув класичну освіту. Про життя його відомого замало. Під час заворушень між Дун Чжо, Хо Цзінєм та Цао Цао Їн Чан вже перебував у Чан'ані. З часом завдяки підтримці свого брата Їн Чжу опинився при дворі Цао Цао, обійняв тут посаду міністра. Тут й помер у 217 році під час моровиці невідомої хвороби.

## Творчість
Був одним з «Семи мужів» — групи інтелектуалів-поетів при дворі Цао Цао. Складав свої вірші у жанрах фу та юефу. Дотепер не збереглося жодне з них. Про твори відомо за споминами Цао Пі та наступних дослідників літератури.